# Bølget katrinemos
Bølget katrinemos (Atrichum undulatum) er et meget almindeligt mos i Danmark. Katrinemos er opkaldt efter den russiske Katharina den Store af den tyske botaniker Jakob Friedrich Ehrhart i 1780. Det videnskabelige artsnavn undulatum kommer af latin undula 'lille bølge'.